# چونگنام
چونگنام (به لاتین: Chongnam) یک منطقهٔ مسکونی در کره شمالی است که در استان پیونگان جنوبی واقع شده‌است. چونگنام ۳۵۹ کیلومتر مربع مساحت و ۷۳٬۲۹۰ نفر جمعیت دارد.

## تاریخچه
چونگنام-کویوک به عنوان بخشی از تقسیمات اداری کره شمالی پس از تشکیل کره شمالی در سال 1948 ایجاد شد. این منطقه در جنوب استان تاریخی پیونگانگ قرار دارد، که در دوران سلسله چوسان (Joseon Dynasty) اهمیت داشت. با این حال، اطلاعات تاریخی خاص درباره خود منطقه محدود است و بیشتر تاریخ آن به تاریخ کلی استان جنوب پ'ونگان مرتبط است.

## اقتصاد
اقتصاد چونگنام-کویوک به شدت به صنعت معدن، به‌ویژه استخراج زغال‌سنگ، وابسته است. معدن زغال‌سنگ چونگنام (Cheongnam Coal Mine)، که در این منطقه قرار دارد، یک معدن زیرزمینی است که از سال 1996 فعالیت خود را آغاز کرد. این معدن بخشی از مجموعه معدنی انجو (Anju Mining Complex) است، که بزرگ‌ترین منطقه زغال‌سنگ قهوه‌ای در کره شمالی محسوب می‌شود و بیش از 50 درصد تولید زغال‌سنگ قهوه‌ای کشور را به خود اختصاص داده است. ظرفیت تولید سالانه معدن چونگنام 3 میلیون تن است، و عمق آن 456 متر است. نوع زغال‌سنگ استخراج‌شده لینیتی (lignite) است، و مصرف‌کنندگان اصلی آن شامل شرکت‌های ترکیبی فولاد چوللما (Chollima Steel Combined Enterprise) و شرکت شیمیایی نام‌ هونگ (Namheung Chemical Combined Enterprise) هستند.